# Stazione di Vigo-Guixar
La stazione di Vigo-Guixar (in galiziano e in spagnolo Estación de Vigo-Guixar) è una stazione ferroviaria di Vigo, Spagna.